# De Cedo
De Cedo es el nombre de una variedad cultivar de manzano (Malus domestica). Esta manzana es originaria de Galicia, está cultivada en la colección de árboles frutales y banco de germoplasma de Mabegondo con el Nº 214; ejemplares procedentes de esquejes localizados en Santiago de Breixa, parroquia del municipio de Silleda (Pontevedra).

## Sinónimos
- "Manzana De Cedo",[4][5]
- "Maceira De Cedo".

## Características
El manzano de la variedad 'De Cedo' tiene un vigor vigoroso. Tamaño grande y porte erguido.
Época de inicio de brotación a partir del 12 de abril y de floración a partir del 1 de mayo.
Las hojas tienen una longitud del limbo de tamaño largo, con la máxima anchura del limbo es ancha. Longitud de las estípulas es larga y la máxima anchura de las estípulas es ancha. Denticulación del borde del limbo es serrado, con la forma del ápice del limbo agudo y la forma de la base del limbo es agudo. Con subestípulas presentes.
Sus flores tienen una longitud de los pétalos media, con una anchura de los pétalos ancha, disposición de los pétalos en contacto entre sí, con una longitud del pedúnculo media.
La variedad de manzana 'De Cedo' tiene un fruto de tamaño grande, de forma plana-globosa, de color bicolor, con chapa salpicada, e intensidad media. Epidermis de textura suave, sin pruina en su superficie y con presencia de cera media. Sensibilidad al "russeting" (pardeamiento áspero superficial que presentan algunas variedades) muy poco sensible. Con lenticelas de tamaño mediano.
Los sépalos están dispuestos de forma variable, y variable en su base; su fosa calicina es muy profunda y de una anchura ancha. Pedúnculo de grosor grueso y de longitud corto, siendo la cavidad peduncular de una profundidad media y de anchura ancha. Con pulpa de color blanca, cuya firmeza es intermedia y su textura es intermedia; su jugosidad es intermedia, con sabor de acidez media, y aromática.
Época de maduración y recolección desde el 27 de agosto. 'De Cedo' es una manzana que su destino es la conservación de esta variedad en el banco de germoplasma de Mabegondo como reserva genética.

## Susceptibilidades
- Oidio: ataque débil
- Moteado: no presenta
- Raíces aéreas: no presenta
- Momificado: no presenta
- Pulgón lanígero: ataque débil
- Pulgón verde: no presenta
- Araña roja: no presenta
- Chancro del manzano: no presenta.[3]